# كريم بوزيدة
كريم بوزيدة ولد عام 1972 في الدار البيضاء، هو وكيل علاقات عامة مغربي كما يشغل منصب خبير ومكلف بالاتصالات الاستراتيجية التي يقوم بها الديوان الملكي التابع لمحمد السادس، ويُقال بشكل عام أنه المسؤول عن تعزيز صورة الملك في مختلف الأوساط الاجتماعية، وهو أيضا المدير العام لإحدى الوكالات التي تعمل وتنشط في منطقة الشرق الأوسط وشمال أفريقيا حيث تهتم بالإعلام والعلاقات العامة والاتصالات الاستراتيجية والاستشارات؛ يُشار إلى أن الوكالة مملوكة لصديق العاهل المغربي والمستشار المؤثر في الوسط المغربي فؤاد عالي الهمة.
في عام 1997، عمل بوزيدة في وكالة «الأعلى للإعلانات» وهي وكالة تسويقية تتعاون بشكل مباشر مع شركة CNSS (شركة الوطنية المغربية للضمان الاجتماعي).
في عام 2002 و2003، زادت شعبية كريم عقب فوز وكالته للتسويق والاتصالات في مناقصة مع وزارة الداخلية المغربية مكَّنتها من تعزيز المشاركة في الانتخابات البرلمانية والبلدية. كما تكرر نفس الشيء لكن هذه المرة في عام 2007؛ قبل أن يُعينه عالي الهمة كمدير لوكالته في الشرق الأوسط وشمال أفريقيا  وكان كريم قد أجرى العديد من العلاقات والأنشطة العامة مثل تعزيز صورة حزب الأصالة والمعاصرة، كما نشط في وسائل الاعلام الاجتماعية وساعد وزارة الداخلية على تشديد المراقبة وعزز صورة المكتب الوطني لتوزيع الكهرباء.
في كانون الأول/ديسمبر عام 2014، تم تعيين بوزيدة رسميا مديرا للعلاقات الإعلامية في ديوان محمد السادس. قبل أن يتم استبداله بشكيب لعروسي وذلك عقب إقالته من منصبه بعدما ألغى زيارة رسمية لمحمد السادس إلى الصين والتي كان مقررا عقدها في 27 تشرين الثاني/نوفمبر 2014.